# 混相流
混相流（こんそうりゅう、英: multiphase flow）とは、物質の複数の相が混ざり合って流動する現象である。物質の状態に応じて、
- 気液二相流 - 気体と液体が混ざり合う
- 固液二相流 - 固体と液体が混ざり合う
- 液液二相流 - 水と油のように、両者とも液体でありながら、互いに界面張力がはたらくために溶け合わずに混ざり合う

などがあり、これらを総称して混相流と呼ぶ。混じりけのない純物質が自然界にほとんど存在し得ないことを考えると、我々の周りの流体は全て混相流であると言うこともできる。
また、有機溶剤による地盤汚染問題などでは、厳密には地盤内の間隙に間隙水、空隙、有機溶剤の3種類の物質がそれぞれの形態で存在するため、多相流現象と呼ばれることがある。一般に、流体力学では混相流、地盤環境工学では多相流 (Multi-phase flow) と呼ばれることが多いようである。
混相流としての物質の性質は、各相それぞれの物性のみならず、混ざり方によっても異なるものとなる。同じ気液二相流でも、片方の相が微粒子の形態をとりコロイドとなっているものと、両相ともある程度の大きさを持ち、界面がはっきりしているものでは、物理的振る舞いが異なる。そのため、理論的考察は非常に難しい。

## 地盤内における多相流問題
地盤内における多相流問題は、気液二相流問題と異なり、流体の輸送速度が非常に遅い点が特徴である。有機溶剤は難水溶性溶液と呼ばれることもあり、通称NAPL (Non-Aqueous Phase Liquid) と称される。その中で、水よりも比重が小さいものと大きいものに分類され、重いものを Dense-NAPL (DNAPL)、軽いものを Light-NAPL (LNAPL) と称される。
例えば、DNAPLの代表はトリクロロエチレンで、地表面で漏出した場合、地下水層よりも下に貯留し、地下水の流れの影響を受ける挙動は混相流（あるいは多相流）として扱われる。また、LNAPLの問題は、地表面でガソリンなどが漏出した場合に相当し、地下水表面に貯留されて地下水の流れの影響を受ける。DNAPLが地盤底部（不透水層）において貯留後に生じる挙動は、基本的に地下水下の挙動であるために、地盤条件は飽和状態とみなすことができる。しかし、LNAPLの場合、地下水上面に貯留するため、地盤条件は厳密には不飽和状態になる。この場合、LNAPLの挙動は水とLNAPLの挙動に加えて、厳密には気化したガスの挙動を考慮する必要があり、そのメカニズムは複雑となる。力学的には、数理モデルが構築されているが、実験と整合性については今後追求の余地があるといえる。

## 例
- 気液二相流
  - 水面
  - 波
  - キャビテーション
  - 環状噴霧流
- 固液二相流
  - スラリー
  - 流動層
  - 懸濁液
- 固気二相流
  - 砂嵐
  - 分子雲